# Wakefield-cyclus
De Wakefield-cyclus is een groep of cyclus van 32 uit de vroege 15e eeuw daterende op Bijbelverhalen gebaseerde Engelse mysteriespelen.
De middeleeuwse teksten van mysteriespelen en mirakelspelen die behouden zijn gebleven, zijn gegroepeerd onder de namen van de vier steden waar deze vermoedelijk werden opgevoerd: York, Chester, Coventry en Wakefield.
De Wakefield-cyclus staat ook bekend onder de naam Towneley Plays, naar de familie Towneley uit Lancashire, die het manuscript in bezit had. Dit bevindt zich momenteel in de Huntington Library in Californië.
Van de stukken in de Wakefield-cyclus zijn er vijf ontleend aan de cyclus van het nabijgelegen York. Ook delen van andere stukken zijn gelijk aan die van York. De serie verhalen begint met de val van Lucifer en eindigt met het Laatste Oordeel. De verhalen werden in Wakefield opgevoerd ter gelegenheid van Sacramentsdag (Corpus Christi). Onduidelijk is hoeveel tijd de opvoering van de hele cyclus in beslag nam. De stukken werden op verschillende plaatsen in de stad, meestal op wagens, opgevoerd.
De stukken zijn anoniem, al is er wel sprake van een 'Wakefield Master', die de teksten zou hebben bewerkt om er in vorm en uiterlijk meer eenheid aan te geven. Deze spelen worden beschouwd als superieur aan die van de andere steden, op grond van de gehanteerde rijmvormen, het metrum, het taalgebruik en de humor. Met name The Second Shepherds' Play springt er kwalitatief uit en wordt wel beschouwd als de vroegste vorm van komedie in het Engelse drama. Dit stuk bestaat uit twee delen, waarvan het eerste een volkse en humoristische vertelling is over de diefstal van een schaap, waarna in het tweede deel een lyrische vertelling volgt van het traditionele Bijbelverhaal  over de herders die het pasgeboren Christuskind bezoeken.